# Loimaa

Huy hiệu cũ của Loimaa

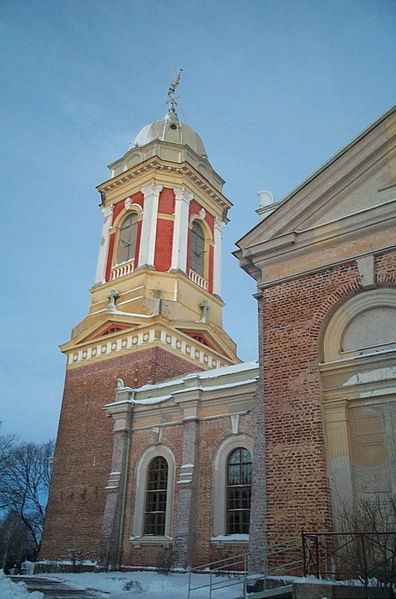
Nhà thờ ở Hirvikoski, Loimaa

Loimaa (/ˈloimɑː/) là một thành phố và đô thị của Phần Lan.
Vị trí ở tỉnh của Tây Phần Lan thuộc vùng Tây Nam Phần Lan. Đô thị này có dân số 13.087 người (thời điểm ngày 31 tháng 12 năm 2004)và diện tích 481,86 km² trong đó có 1,82 km² là diện tích mặt nước. Mật độ dân số là 27,26 người trên mỗi km². Dân đô thị này chỉ sử dụng tiếng Phần Lan
Thị xã Loimaa đã được sáp nhập với đô thị Loimaan vào ngày 1 tháng 1 năm 2005.

## Các khu phố
Alastaron-Mäenpää, Eura, Haara, Haaroinen, Haitula, Hartoinen, Hattula, Hirvikoski, Hurskala, Ilmarinen, Inkilä, Joenperä, Juva, Karhula, Karsattila, Kauhanoja, Kemppilä, Kesärlä, Klockarla, Kojonperä l Koenperä, Krekilä, Kuninkainen, Kurittula, Kuttila, Köyliö, Lappijoki, Levälä, Lähde, Metsämaa, Mäenpää, Niemi, Onkijoki, Pahikainen, Pappinen  Lưu trữ ngày 7 tháng 1 năm 2009 tại Wayback Machine, Peltoinen, Piltola, Puujalkala, Raikkola, Seppälä, Sieppala, Torkkala, Vesikoski, Vilvainen